# Burlington (New Jersey)
Pour les articles homonymes, voir Burlington.
Burlington est une ville américaine située dans le comté de Burlington, dans l'État du New Jersey. Selon le recensement de 2000, sa population s’élève à 9 736 habitants. 

## Personnalités liées à la ville
- James Fenimore Cooper est né à Burlington en 1789.
- Alexander Van Rensselaer (1851-1933), joueur de tennis y étant né.
- Rose Terry Cooke (1827-1892) y a enseigné.
- Priscilla Braislin (1838-1888), professeure de mathématiques, y est née.